# Androniscus wolfi
Androniscus wolfi är en kräftdjursart som beskrevs av Hans Strouhal 1939. Androniscus wolfi ingår i släktet Androniscus och familjen Trichoniscidae. Inga underarter finns listade i Catalogue of Life.